# Lakkenahalli, Kadur
Lakkenahalli là một làng thuộc tehsil Kadur, huyện Chikmagalur, bang Karnataka, Ấn Độ.